# وندی بروک
وندی بروک (انگلیسی: Wendy Bruce؛ زادهٔ ۲۳ مارس ۱۹۷۳) ژیمناست هنری زن اهل ایالات متحده آمریکا بود.